# Pleurobema similans
Pleurobema similans är en musselart. Pleurobema similans ingår i släktet Pleurobema och familjen målarmusslor. Inga underarter finns listade i Catalogue of Life.